# When You Were Young
When You Were Young (in italiano "Quando tu eri giovane") è un singolo del gruppo The Killers pubblicato nel 2006 nell'album Sam's Town anticipato proprio dal singolo. Nel video si parla di una ragazza che, dopo aver trovato l'uomo dei suoi sogni, lo scopre a letto con un'altra ragazza.
Sconvolta, si reca su una tomba in cima a una collina, dove, a seconda delle diverse versioni del video, si rinconcilierà con l'amato o si butterà, suicidandosi.
La canzone, inoltre, fa parte della tracklist sia di Guitar Hero III: Legends of Rock, che del videogioco Rock Band.